# Tobin Heath
Tobin Powell Heath (* 29. Mai 1988 in Basking Ridge, New Jersey) ist eine ehemalige US-amerikanische Fußballspielerin. Sie spielte von 2008 bis 2021 für die US-amerikanische Nationalmannschaft, mit der sie 2015 und 2019 den WM-Titel gewann.

## Leben und Karriere

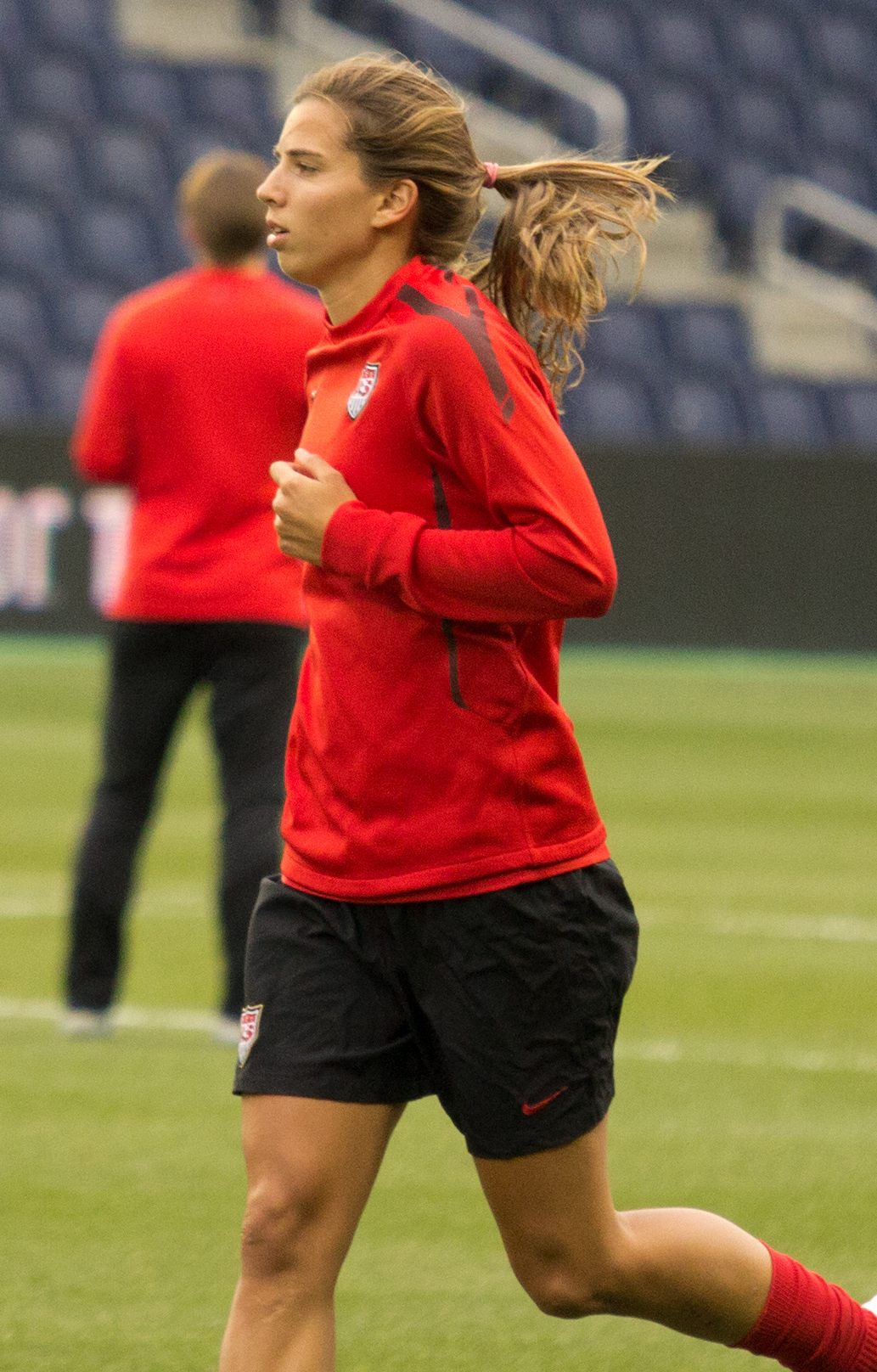
Heath beim Aufwärmen vor dem Freundschaftsspiel gegen Kanada am 17. September 2011

### Vereine
Heath begann mit dem Fußballspielen auf der Ridge High School. Nach Einschreibung an der University of North Carolina spielte sie für die North Carolina Tar Heels women’s soccer mit denen sie dreimal den NCAA-Titel gewann.
2012 spielte sie für New York Fury in der Women’s Premier Soccer League Elite.
In der Saison 2013 spielte sie in der neugegründeten National Women’s Soccer League, der höchsten amerikanischen Profiliga im Frauenfußball für den Portland Thorns FC. Am 25. Januar 2013 unterschrieb sie einen Sechsmonatsvertrag beim französischen Division 1-Verein Paris Saint-Germain. Am 3. Februar 2013 erzielte sie gleich in ihrem Debüt ihr erstes Division 1 Ligue Tor für PSG. Nach dem Ende der Saison in Frankreich, in der sie in acht Spielen vier Tore erzielte und Vizemeister wurde, kehrte sie zurück nach Portland. Am 31. August 2013 stand sie mit den Thorns in ihrem ersten Finale und steuerte als „Spielerin des Spiels“ ein Tor zum 2:0-Sieg bei. Danach ging es wieder nach Paris, wo sie aber in sieben Spielen ohne Tor blieb.
In der National Women’s Soccer League 2016 belegte sie mit den Portland Thorns zwar nach der Punktspielrunde den ersten Platz, scheiterte im Playoff-Halbfinale aber am späteren Sieger Western New York Flash. Heath wurde aber als beste Vorlagengeberin in das NWSL Best XI-Team gewählt. 2017 kam sie aufgrund einer Knöchelverletzung nur zu vier Einsätzen, war aber im Finale, das mit 1:0 gegen North Carolina Courage gewonnen wurde dabei. 2018 kam sie auf 19 Einsätze, in denen ihr acht Tore gelangen. Das Finale wurde erneut erreicht, diesmal aber mit 0:3 gegen North Carolina Courage verloren.
Im September 2020 wechselte sie, wie ihre Teamkollegin Christen Press zu Manchester United WFC und unterschrieb dort einen Vertrag bis zum Saisonende 2020/21.
Im September 2021 wechselte sie zum Arsenal Women FC. Mit Arsenal nahm sie an der erstmals ausgetragenen Gruppenphase der UEFA Women’s Champions League 2021/22 teil. Mit Siegen gegen Oqschetpes Kökschetau (4:0), PSV Eindhoven (3:1) und Slavia Prag (3:0 und 4:0) hatten sich ihre Mitspielerinnen ohne sie für die Gruppenphase qualifiziert. In dieser wurden sie hinter Vorjahressieger FC Barcelona Zweite, da sie den direkten Vergleich gegen die punktgleiche TSG 1899 Hoffenheim mit 4:0 und 1:4 gewonnen hatten. Heath wurde in den ersten beiden Spielen gegen Barcelona (1:4) und Hoffenheim (4:0, ein Tor) eingesetzt.
2022 löste sie ihren Vertrag bei Arsenal auf, um in die amerikanische Liga zu OL Reign zu wechseln. Verletzungsbedingt kam sie nur auf wenige Spiele für OL und am Ende der Saison wurde ihr Vertrag nicht verlängert.
Nach einer langwierigen Verletzungspause beendete sie 2025 ihre Karriere.

### Nationalmannschaften
Heath durchlief alle US-Jugendmannschaften und gehörte 2006 mit 18 Jahren als drittjüngste Spielerin zur U-20-Mannschaft die bei der U-20-Weltmeisterschaft Vierter wurde, nachdem sie sowohl im Halbfinale als auch im Spiel um Platz 3 jeweils im Elfmeterschießen verlor. Mit der U-20-Mannschaft gewann sie bei den Panamerikanischen Spielen 2007 die Silbermedaille. Im Januar 2007 wurde sie erstmals zum Training der A-Nationalmannschaft eingeladen und machte am 18. Januar 2008 gegen Finnland ihr erstes A-Länderspiel. Beim ersten Spiel des Algarve Cups am 5. März 2008 erzielte sie mit dem 2:0 ihr erstes Länderspieltor beim 4:0-Sieg gegen China. In allen vier Spielen des Algarve Cups wurde sie in der zweiten Halbzeit eingewechselt.
Als jüngste Spielerin des US-Aufgebots für die Olympischen Spiele in Peking kam sie in drei Spielen zu Kurzeinsätzen. 2009 kam sie zu zwei weiteren Länderspielen, 2010 brach sie sich früh in der WPS-Saison den Knöchel und kam daher erst beim Vier-Nationen-Turnier im Januar 2011 wieder zu Einsätzen. Sie gehörte als drittjüngste Spielerin zum Kader der USA für die Weltmeisterschaft 2011 in Deutschland. Im zweiten WM-Spiel gegen Kolumbien wurde sie in der 62. Minute eingewechselt und kam somit zu ihrem ersten WM-Spiel. Im Viertelfinale gegen Brasilien, das die USA nach einem 2:2 n.V mit 5:3 im Elfmeterschießen gewannen, wurde sie in der 108. Minute eingewechselt, konnte aber keine Akzente mehr setzen. Nach dem Halbfinalsieg gegen Frankreich, bei dem sie wieder eingewechselt wurde, stand das US-Team im Finale gegen Japan. Auch hier wurde Heath kurz vor Schluss eingewechselt. Drei Minuten nach ihrer Einwechslung gelang Japan der 2:2-Ausgleich und erneut musste das Elfmeterschießen entscheiden. Hier trat Heath als dritte Schützin an, aber auch ihren Schuss konnte die japanische Torhüterin halten. Da zuvor auch Shannon Boxx und Carli Lloyd nicht verwandeln konnten, ging das Elfmeterschießen mit 3:1 an Japan und das US-Team gewann Silber.
Heath stand im Kader für das olympische Fußballturnier in London und wurde in allen sechs Spielen eingesetzt. Im Finale gegen Japan am 9. August 2012 gewann sie zum zweiten Mal die Goldmedaille.
Sie wurde auch für den US-Kader der WM 2015 berufen. Sie kam in sechs Spielen zum Einsatz. Im ersten Gruppenspiel gegen Australien wurde sie in der 68. Minute für Christen Press eingewechselt. Gegen Schweden wurde sie nicht berücksichtigt. Im letzten Gruppenspiel gegen Nigeria stand sie dann in der Startelf, wurde aber nach 80 Minuten ausgewechselt. Die für sie eingewechselte Christie Rampone stellte dadurch mit ihrem ersten Einsatz bei der WM acht Tage vor ihrem 40. Geburtstag einen neuen Altersrekord auf. In der Finalrunde stand sie dann immer in der Startelf, wurde aber im Halbfinale gegen Deutschland beim Stand von 1:0 ausgewechselt. Die für sie eingewechselte Kelley O’Hara erzielte dann mit ihrem ersten Länderspieltor den 2:0-Endstand. Im Finale gegen Japan erzielte sie beim 5:2-Rekordsieg das letzte Tor und wurde erstmals Weltmeisterin.
Am 19. August 2015 machte sie im Rahmen der Victory Tour beim 7:2 gegen Costa Rica ihr 100. Länderspiel.
Sie gehörte ebenfalls zum Kader für das Qualifikationsturnier für die Olympischen Sommerspiele 2016, das die USA gewannen. Dabei wurde sie nur beim 10:0 im letzten Gruppenspiel gegen Puerto Rico nicht eingesetzt. Im Halbfinale gegen Trinidad & Tobago und im Finale gegen Kanada erzielte sie jeweils ein Tor. Sie wurde als beste rechte Mittelfeldspielerin ins Allstar-Team des Turniers gewählt. Bei den Olympischen Spielen scheiterte sie mit ihrer Mannschaft aber bereits im Viertelfinale durch Elfmeterschießen an den von ihrer früheren Nationaltrainerin Pia Sundhage trainierten Schwedinnen, so dass die USA erstmals nicht das Finale erreichten.
2017 hatte sie verletzungsbedingt nur vier Länderspieleinsätze und kam 2018 erst im Juni dazu ihre Nationalmannschaftskarriere fortzusetzen. Sie gewann das Tournament of Nations 2018 und half mit vier Toren mit den CONCACAF Women’s Gold Cup 2018 zu gewinnen. Durch den Sieg beim Gold Cup qualifizierten sich die USA für die WM 2019. Am 1. Mai 2019 wurde sie für die WM 2019 nominiert. Bei der WM wurde sie in sechs Spielen eingesetzt. Nur im Gruppenspiel gegen Chile, als die meisten Stammspielerinnen nicht eingesetzt wurden, saß auch sie auf der Bank. Ein Tor gelang ihr zwar nicht, aber im Gruppenspiel gegen Schweden wurde einer ihrer Torschüsse von einer Gegnerin ins eigene Tor gelenkt und als Eigentor der Schwedin gewertet. Durch ihren Finaleinsatz gehört sie zu den sechs Spielerinnen, die dreimal in einem WM-Finale standen, hat von diesen aber die wenigsten Einsatzminuten in den Finalspielen.
Am 23. Juni 2021 wurde sie für die wegen der COVID-19-Pandemie um ein Jahr verschobenen Olympischen Spiele nominiert. Bei den Spielen wurde sie im ersten Gruppenspiel gegen Schweden, das nach 44 Spielen ohne Niederlage mit 0:3 verloren wurde, in der 64. Minute für Megan Rapinoe ausgewechselt. Im zweiten Spiel gegen Neuseeland, das 6:1 gewonnen wurde, standen Rapinoe und sie in der Startelf. Heath spielte über die volle Spielzeit und bereitete das erste Tor vor. Beim anschließenden torlosen Remis gegen Australien wurde sie in der 65. Minute für Rapinoe eingewechselt. Im Viertelfinale gegen Europameister Niederlande, wurde sie eine Minute früher für Rapinoe eingewechselt. Da es nach 120 Minuten 2:2 stand, kam es zum Elfmeterschießen, bei dem sie aber nicht benötigt wurde, da vier ihrer Mitspielerinnen ihren Elfmeter verwandelten und ihre Torhüterin zwei Elfmeter halten konnte, erreichten sie das Halbfinale. Im Halbfinale, das sie mit ihrer Mannschaft aber mit 0:1 gegen die Kanadierinnen verlor, stand sie in der Startelf, wurde aber nach einer Stunde für Rapinoe ausgewechselt. Im Spiel um die Bronzemedaille gegen Australien, das mit 4:3 gewonnen wurde, kam sie nach einer Stunde beim Stand von 4:2 für Rapinoe von der Bank.
2022 erlitt sie eine Knieverletzung und kam seitdem nicht mehr zum Einsatz. Im Juli 2025 gab sie ihr Karriereende bekannt.

## Erfolge
- Olympiasiegerin 2008 und 2012
- Panamerikanische Spiele 2007: Silbermedaille
- Algarve-Cup Siegerin 2008, 2011, 2013, 2015
- Gewinn der NWSL-Meisterschaft 2013, 2017
- NCAA Sieger 2006, 2008, 2009
- Vizeweltmeisterin bei der Fußball-Weltmeisterschaft der Frauen 2011
- Sieg beim CONCACAF Women’s Gold Cup 2014 und 2018
- Gewinn der Fußball-Weltmeisterschaft der Frauen 2015
- Siegerin des SheBelieves Cup 2016 und 2020
- Siegerin des Tournament of Nations 2018
- Gewinn der Fußball-Weltmeisterschaft der Frauen 2019
- Olympische Spiele 2020: Bronzemedaille

## Auszeichnungen
- "U.S. Soccer’s Young Female Athlete of the Year" 2009
- Fußballerin des Jahres in den Vereinigten Staaten: 2016
- 2016, 2018: Wahl in die NWSL Best XI

## Privates
Sie ist verheiratet mit der US-amerikanische Fußballspielerin Christen Press.